# ترجمه (جامعه‌شناسی)
ترجمه (جامعه‌شناسی) (به انگلیسی: (Translation (sociology) در نظریه شبکه کنشگر، فرآیندی است که به شبکه اجازه می‌دهد توسط یک موجودیت واحد نمایش داده شود که به خودی خود می‌تواند یک فرد یا شبکه دیگری باشد. این شامل تمام مذاکرات، دسیسه‌ها، محاسبات و اقدامات متقاعد کننده‌ای است که به لطف آنها یک بازیگر (یا کنشگر) اختیار صحبت یا عمل به نمایندگی از کنشگران دیگر را می‌گیرد. طبق این نظریه، یک بازیگر یک کنشگر است، چیزی که برای عمل ساخته شده‌است، بنابراین شامل موجودات انسانی و غیر انسانی است. افراد غیر انسان می‌توانند علایق داشته باشند، می‌توانند دیگران را ثبت نام کنند، دقیقاً به همان روشی که انسان ها انجام می‌دهند.
مفهوم ترجمه توسط فیلسوف فرانسوی میشل سر توسعه یافت و سپس توسط میشل کالن (زاده 1945) جامعه‌شناس فرانسوی، به جامعه‌شناسی راه یافت.

## برخی از عناصر ترجمه
در سال ۱۹۸۶، میشل کالن مقاله مهمی را با عنوان «برخی عناصر جامعه‌شناسی ترجمه» منتشر کرد که در آن فرایند ترجمه را در چهار «لحظه» یا فاز خلاصه کرد:
20of% 20translation.pdf,
1. مسئله‌سازی - تعریف ماهیت مسئله در یک موقعیت خاص توسط یک کنشگر (گروه یا فرد) و ایجاد وابستگی در نتیجه.
2. علاقمندی - «قفل کردن» کنشگران دیگر در نقش‌هایی که در برنامه کنشگر برای حل آن مسئله آنها پیشنهاد شده‌است!
3. ثبت‌نام - تعریف و ارتباط متقابل نقش‌هایی که در مرحله پیش به کنشگران دیگر اختصاص داده شد.
4. بسیج - حصول اطمینان از اینکه سخنگویان فرضی نهادهای جمعی مربوطه به درستی نماینده همه اعضای شبکه هستند که به عنوان یک عامل واحد عمل می‌کنند.